# 沖縄県立美里工業高等学校
沖縄県立美里工業高等学校（おきなわけんりつ みさとこうぎょうこうとうがっこう）は、沖縄県沖縄市にある県立の工業高等学校。

## 設置学科
- 機械科
- 電気科
- 建築科
- 設備工業科
- 調理科

## 沿革
- 1967年 - 琉球政府立中部産業技術学校が開校（1971年閉校）
- 1970年 - 琉球政府立美里工業高等学校が開校（事実上の中部産業技術学校の後継校）
- 1972年 - 沖縄県立美里工業高等学校と改称

## 部活動
- 硬式野球部 - 2014年春（第86回）、選抜高等学校野球大会に初出場。

## 著名な出身者
- nanami - シンガーソングライター、ものまねシンガー
- 福井凜音 - 元プロサッカー選手
- 又吉雄二 - 実業家、フロアエージェント代表取締役社長、ケンビレッジ代表